# 吕克瑟勒市镇

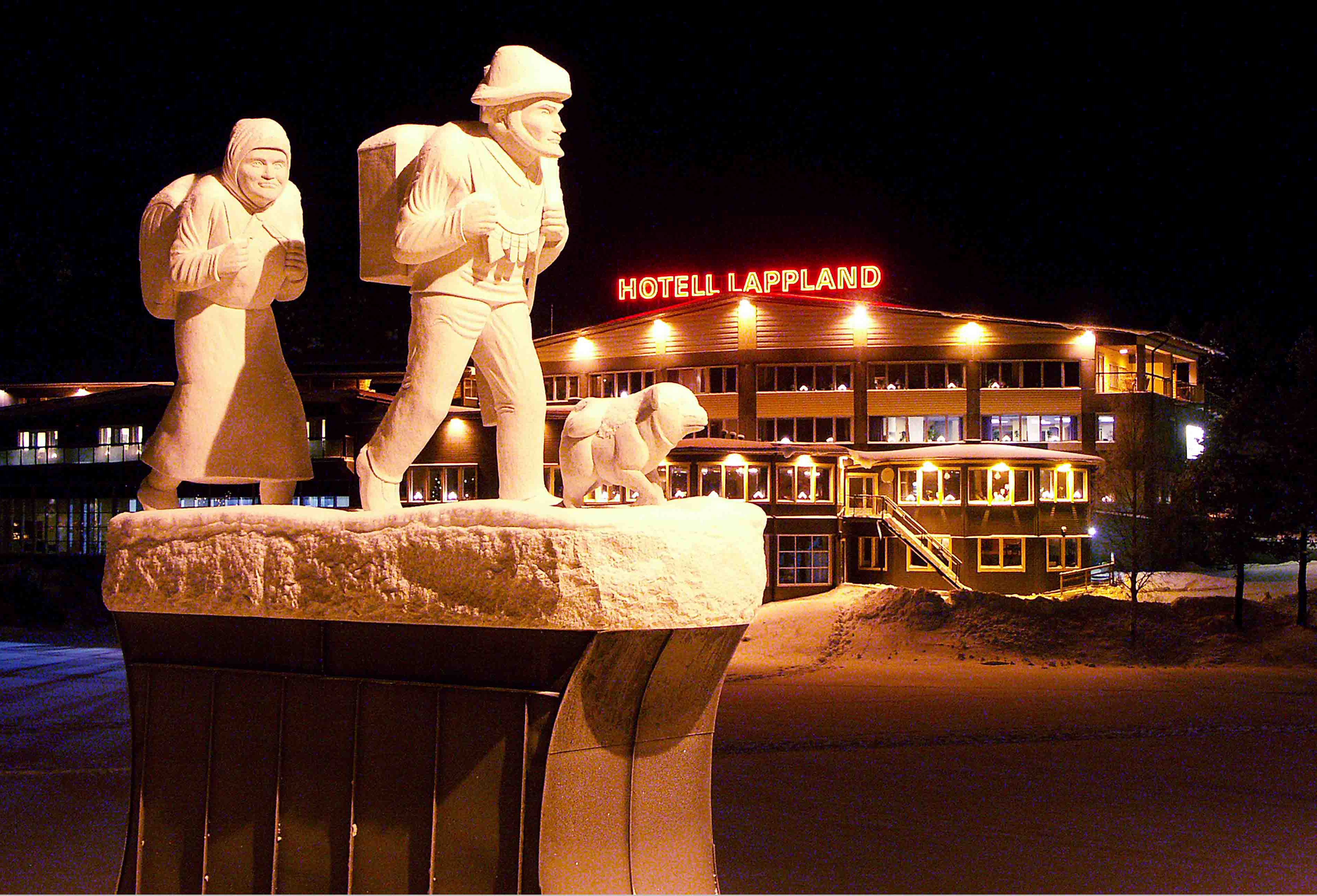
吕克瑟勒地区第一批移民的纪念碑

吕克瑟勒市镇（瑞典語：Lycksele kommun）是瑞典北部西博滕省的一个市镇。其治所位于吕克瑟勒。